# Carlos III de Durazzo
Carlos III de Durazzo, também conhecido como Carlos III de Nápoles e Carlos II da Hungria (Corigliano Calabro, 1345 – Visegrád, 24 de fevereiro de 1386) foi Rei de Nápoles e detentor do título de Rei de Jerusalém (1382 - 1386), Rei da Hungria como Carlos II dito o Breve (1385 - 1386) e Príncipe da Acaia (1383 - 1386).
Filho de Luis, o terceiro duque de Durazzo, e Margarida Sanseverino, bisneto de Carlos II de Nápoles, era primo de segundo grau da rainha Joana I. Em 1369 Carlos se casou com Margarida de Durazzo, que lhe deu duas filhas, Maria em 1369 e Joana II de Nápoles, em 1371, e Ladislau de Nápoles.
Carlos frustrou-se ao ver a possibilidade de assumir o trono de Nápoles ficar distante quando a rainha Joana I adotou Luís de Anjou como filho, o que o tornou automaticamente herdeiro. Carlos não aceitou a manobra de Joana e em 1381 tomou o reino de Nápoles das mãos da rainha, que morreu estrangulada por soldados obedientes a Carlos. Em setembro de 1382, com a morte de Luís I da Hungria, Carlos reivindicou o trono, sendo enfrentado por Elisabete, a viúva de Luís, que mandou uma tropa atacar Carlos em 1386. Em 24 de fevereiro de 1386 foi envenenado na prisão de Visegrád.